# Gilgamesh et Agga

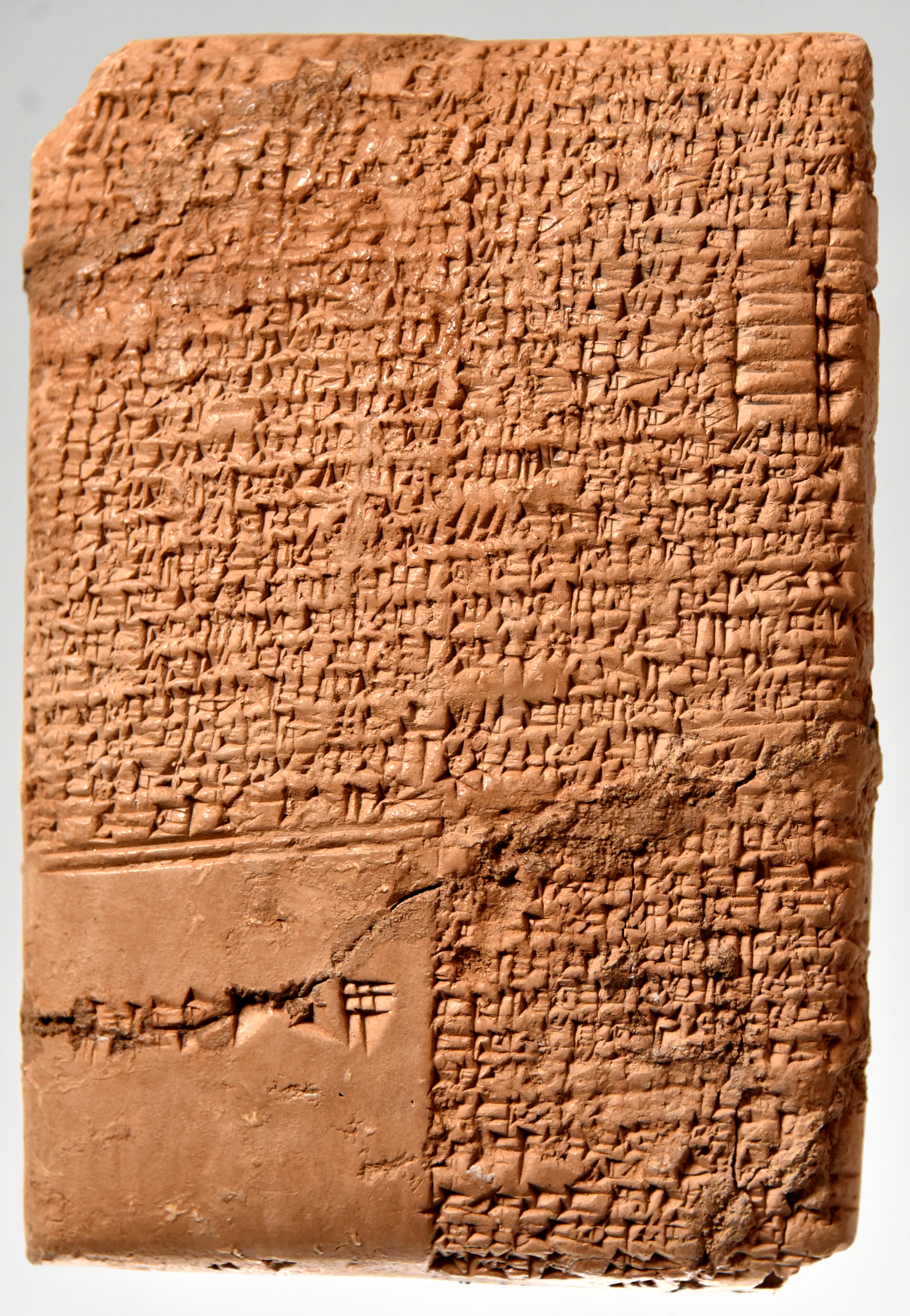
Copie de Gilgamesh et Agga. Musée de Sulaymaniyah.

Gilgamesh et Agga est un récit sumérien, datant de la fin du IIIe millénaire av. J.-C.. Il raconte la lutte entre Agga, le roi de Kish, la cité qui dominait la Basse Mésopotamie, et Gilgamesh, roi d'Uruk, sa rivale qui refuse cette souveraineté.
Le récit débute par l'envoi par Agga d'un ultimatum destiné à Gilgamesh, dans lequel il demande à ce dernier de reconnaître sa supériorité, et de devenir son vassal. Ne désirant pas se soumettre, Gilgamesh convoque une assemblée des hommes de la cité. Cette dernière est constituée de deux chambres : une assemblée des anciens (un Sénat en quelque sorte), et une autre constituée des citoyens dans la force de l'âge (c'est-à-dire des combattants potentiels). Gilgamesh est résolument pour la guerre, mais les Anciens s'y opposent, et proposent la soumission. Les combattants, en revanche, soutiennent leur roi.
Gilgamesh tient compte de ce dernier avis (le "Parlement" semble donc avoir surtout été consultatif), et Kish, plus puissante qu'Uruk, assiège cette dernière. Mais devant la puissance de Gilgamesh qui toise les troupes adverses du haut de ses remparts, la terreur s'installe dans le camp ennemi. Agga accepte alors de faire la paix avec son ennemi. Uruk a donc résisté à l'hégémonie de Kish grâce à son puissant souverain
Ce récit relate la rivalité entre les cités du sud de la Mésopotamie à une époque qui ne nous est pas connue par des sources écrites. La Liste royale sumérienne rapporte aussi des conflits entre Uruk et Kish à cette période, puisque la première est supposée supplanter la seconde, justement après le règne d'Agga (mais le roi d'Uruk est alors Meskiangasher, Gilgamesh étant son troisième successeur).
L'autre intérêt du texte est son évocation des deux assemblées que convoque Gilgamesh, qui ont servi de base à la théorie de la "démocratie primitive" mise au point par Thorkild Jacobsen. Ces assemblées ne paraissent pas avoir de rôle décisionnel, puisque c'est le roi qui choisit de faire ce qu'il veut.
C'est également le premier texte de la littérature mésopotamienne, dans lequel apparaît le personnage d'Enkidu, qui n'est ici que le «serviteur» de Gilgamesh.